# Coração partido

Um coração partido no meio é o símbolo desta síndrome

Coração partido é uma metáfora comum usada para descrever a intensa dor psicológica.
É normalmente associado com a perda de um cônjuge ou parceiro romântico, embora a perda de pais, filhos, animais de estimação ou amigo íntimo também pode "quebrar o coração" de alguém, e o sentimento é frequentemente experienciado durante fases de luto e pesar. A frase refere-se à dor física que pode ser sentida no peito como resultado da perda, embora também, por extensão, inclua o trauma emocional, mesmo que não seja acompanhado de dor somática. Embora a dor do "coração partido" não implique normalmente um defeito físico no coração, existe uma patologia conhecida como miocardiopatia de takotsubo (Síndrome do Coração Partido), em que um incidente traumatizante desencadeia no cérebro a distribuição de substâncias químicas que enfraquece o miocárdio.

## Sintomas
Os sintomas de um "coração partido" podem se manifestar por dor psicológica, mas para muitos o efeito é físico. Embora a experiência seja considerada indescritível, a seguinte lista descreve os "sintomas" mais comuns:
- Uma tensão percebida do tórax, semelhante a um ataque de ansiedade
- Perda de apetite e/ou dor de estômago
- Insônia parcial ou completa
- Choque
- Nostalgia
- Apatia (perda de interesse)
- Sentimentos de solidão
- Sentimentos negativos e desespero
- Doença médica ou psicológica (por exemplo depressão)
- Pensamentos suicidas (em casos extremos)
- Náusea
- Negação
- Fadiga

## Tratamento
Por ser um trauma emocional subjetivo e não uma condição médica, o tratamento convencional não existe. Dependendo da natureza psicológica de um indivíduo e a severidade do trauma, o comprimento de tempo para os sintomas para desaparecer naturalmente variará. Na maioria dos casos, os efeitos durarão por um período de alguns meses. Porém, há casos nos quais um tempo mais longo é exigido para recuperação.